# Abdul Fatawu Hamidu
Abdul Fatawu Hamidu (ur. 4 marca 1999) – ghański piłkarz grający na pozycji lewego obrońcy. Od 2022 jest zawodnikiem klubu Medeama SC.

## Kariera klubowa
Swoją karierę piłkarską Fatawu Hamidu rozpoczął w klubie Vision FC. W sezonie 2019/2020 zadebiutował w jego barwach w drugiej lidze ghańskiej. W 2020 przeszedł do Accra Lions FC, z którym w sezonie 2020/2021 awansował do pierwszej ligi. W 2022 został zawodnikiem klubu Medeama SC. W sezonie 2022/2023 wywalczył z nim mistrzostwo Ghany.

## Kariera reprezentacyjna
W reprezentacji Ghany Fatawu Hamidu zadebiutował 12 września 2023 w wygranym 3:1 towarzyskim meczu z Liberią, rozegranym w Akrze. W 2024 roku powołano go do kadry na Puchar Narodów Afryki 2023. Nie rozegrał w nim żadnego meczu.